# John Rogers Cooke

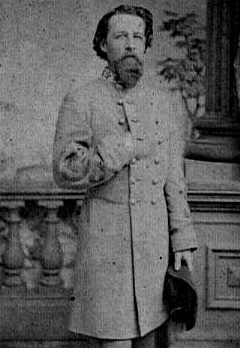
John Rogers Cooke

John Rogers Cooke (* 9. Juni 1833 in Jefferson Barracks, Maryland; † 10. April 1891 in Richmond, Virginia) war ein Brigadegeneral der Konföderierten im Sezessionskrieg.

## Leben
Cooke wurde 1833 in Maryland geboren und war der Sohn des US-Generals Philip St. George Cooke und der Schwager von Generalmajor James Ewell Brown Stuart. 1855 war er 2nd Lieutenant im 8. Infanterie-Regiment der US-Armee.
Bei Ausbruch des Sezessionskriegs 1861 wechselte er in das Lager der Konföderierten Armee, wurde als 1st Lieutenant angenommen und nahm am 21. Juli 1861 an der Ersten Schlacht am Bull Run bei Manassas teil. Im April 1862 wurde Cooke Colonel des 27. North Carolina Regiments, das er am 31. Mai und 1. Juni 1862 bei der Schlacht von Seven Pines anführte und selbst verwundet wurde. Im November 1862 beförderte man ihn zum Brigadegeneral und übergab ihm das Kommando über eine Brigade, die er am 11.–15. Dezember 1862 bei der Schlacht von Fredericksburg und am 5.–6. Mai 1864 bis April 1865 bei der Schlacht in der Wilderness anführte und selbst auch wieder verwundet wurde.
Nach dem Krieg ließ sich Cooke in Richmond nieder, wo er als Gemischtwarenhändler arbeitete. Cooke war Mitbegründer des Soldatenheims der Konföderierten in Richmond.